# Institut for Folkesundhed, Aarhus Universitet
Institut for Folkesundhed er et institut på Aarhus Universitet, der forsker i og arbejder for at fremme folkesundheden.

## Forskning
På instituttet forskes der i de sundhedsudfordringer samfundet står over for: Målet er at fremme sundhed og at forebygge, behandle og lindre sygdom. Forskningsemnerne omfatter biomekanisk, humanistisk og biologisk idrætsforskning, sundhedsydelser til ældre, samspil mellem patient og sundhedsperson, sundhedsfremme, biostatistisk og epidemiologisk metodeforskning, kost og helbred, reproduktionsforskning, miljøtoksikologi, arbejdsmedicin, luftforurening, arktisk miljø, forebyggelse af folkesygdomme i almen praksis, rehabilitering, socialmedicin, sundhedsøkonomi, sundhedstjenesteforskning, fysisk aktivitet og sundhed, trivsel og sundhed hos børn og unge, kvalitativ metode, international sundhed.

## Undervisning
På instituttet undervises der i metoder og indsatser, der er relevante for folkesundheden, ligesom der samarbejdes og videndeles med borgere, beslutningstagere, erhvervsliv, praktikere og andre forskere – kommunalt, regionalt, nationalt og internationalt.

## Historie
Det oprindelige institut blev etableret i 2005 ved en fusion af en række mindre sundhedsvidenskabelige institutter og blev etableret med en afdelingsstruktur, der i vidt omfang afspejlede de tidligere institutter. Institut for Idræt er i 2011 blevet fusioneret med institut for Folkesundhed.